# NGC 1127
NGC 1127 je galaksija u zviježđu Ovan.

## Vanjske poveznice
- SEDS: NGC 1127